# Hilarographa citharistis
Hilarographa citharistis es una especie de polilla de la familia Tortricidae.
Fue descrita científicamente por Meyrick en 1909.